# Valse consensus effect
Het valse consensus effect, ook wel consensus bias genoemd, is een cognitieve bias waarbij een persoon het deel van de bevolking dat dezelfde of soortgelijke ideeën, meningen en gedragingen heeft overschat. Iemand denkt hierdoor onterecht dat diens mening de meerderheid vertegenwoordigt. Andere of tegengestelde ideeën, meningen en gedragingen worden hierbij afgedaan als ongewoon, afwijkend of ongepast. De Engelse term false consensus effect werd in 1977 bedacht door psycholoog professor Lee Ross van de Stanford Universiteit en zijn onderzoeksteam.

## Ontstaan
Volgens onderzoekers kan het valse consensus effect plaatsvinden doordat mensen zich omringen met personen die dezelfde meningen en opvattingen hebben, doordat de overtuiging dat anderen een mening delen goed is voor het zelfvertrouwen en doordat het meer opvalt als anderen dezelfde mening hebben.
Bij overtuigingen die gezien worden als erg belangrijk, is het valse consensus effect sterker. Het valse consensus effect wordt ook versterkt als iemand zeer overtuigd is van zijn of haar eigen mening. Het valse consensus effect wordt tevens beïnvloed door situationele factoren. Personen zijn geneigd om er vanuit te gaan dat anderen een situatie hetzelfde beleven als zijzelf.
Volgens psycholoog Kendra Cherry is de beschikbaarheidsheuristiek een mogelijke oorzaak van het valse consensus effect. Bij het inschatten van hoe waarschijnlijk iets is, worden voorbeelden en informatie gebruikt die het meest voor handen ligt. Volgens Cherry kijken mensen als ze willen bepalen of anderen dezelfde meningen en opvattingen delen naar personen die dichtbij hen staan zoals vrienden of familieleden. Het is goed mogelijk dat deze personen meningen en opvattingen hebben die gelijkaardig zijn aan die van zichzelf.

## Experiment van Lee (1977)
In 1977 deed psycholoog Lee Ross samen met een team onderzoek naar het valse consensus effect. Ze lieten proefpersonen een verhaal lezen over een conflict en twee verschillende manieren waarop op dit conflict gereageerd werd. Vervolgens werd hen gevraagd op welke van de twee manieren zij zelf zouden reageren en hoe zij dachten dat anderen zouden reageren. Daarnaast werd hen gevraagd om voor elk van de reacties het type persoon te beschrijven dat deze reactie zou hebben.
Hieruit kwam naar voren dat ongeacht welke reactie zij kozen, de proefpersonen altijd dachten dat het merendeel van de personen dezelfde reactie zou hebben. Ook omschreven zij de karaktereigenschappen van de personen met een tegengestelde reactie op excessievere manier. Personen die een andere mening hadden werden gezien als ongewoon of afwijkend.
In een tweede experiment vroeg Lee de proefpersonen of zij op de schoolcampus wilden rondlopen met een sandwichbord met de tekst "Eat at Joe’s". De proefpersonen kregen geen verdere informatie over het restaurant of de kwaliteit van het eten. Uit dit experiment kwam naar voren dat 62% van de proefpersonen die bereid waren met het bord rond te lopen, dacht dat anderen dat ook zouden doen. De overige proefpersonen die niet bereid waren met het bord rond te lopen, dachten dat anderen dit ook niet zouden willen.

## Experiment van Clifford Brown (1980)
In 1980 deed Clifford Brown onderzoek naar het valse consensus effect met betrekking tot voorkeuren voor presidentskandidaten. Er werd proefpersonen gevraagd wie hun favoriete presidentskandidaat was voor de Amerikaanse presidentsverkiezingen van 1980, wie zij dachten dat klasgenoten als favoriete kandidaat hadden en welke presidentskandidaat in de Verenigde Staten het meest populair was. Hieruit kwam naar voren dat de proefpersonen inschatten dat hun favoriete presidentskandidaat ook de favoriete kandidaat was van anderen.